# Caenogastropoda
Caenogastropoda je taksonomska klada, velika raznolika grupa koju čine uglavnom morski puževi i drugi morski mekušaci, ali takođe uključuje i neke slatkovodne puževe i neke kopnene puževe. Ova klada je najraznovrsniji i ekološki najuspešniji gastropod.
Caenogastropoda sadrži mnoge porodice morskih mekušaca sa školjkom - uključujući Littorinidae, Cypraeidae, Epitoniidae, Naticidaee, Muricidae, konične puževe i turide - i čini oko 60% svih živih gastropoda.